# Esther Tallah
Esther Tallah (Bamenda, Camerún) es una pediatra y activista africana reconocida por su labor en favor de los derechos de las mujeres y la lucha por la prevención y el tratamiento de la malaria, la principal causa de mortalidad infantil.

## Biografía
Nacida en Bamenda, en una familia de nueve hermanos, ella pudo estudiar y se licenció en medicina para ayudar a la gente de su país. Ha sido directora del servicio de pediatría de un hospital en Yaundé y directora de la Coalición de Camerún contra la Malaria desde 2007.
Para acabar con la malaria en Camerún en cinco o diez años defiende que sería suficiente que el 80% de la población utilizara telas mosquiteras y las renovara cada tres años, se hicieran campañas de fumigación en las zonas donde la malaria es estacional, las mujeres embarazadas y los menores de cinco años recibieran tratamiento preventivo farmacológico y los infectados fueran al hospital. También promueve una escuela en Camerún porque considera que el principal enemigo de la salud y el progreso de la mujer congoleña es la falta de formación de las madres, y ha comprobado que los hijos de mujeres que han ido a la escuela tienen mejor salud.

En 2016 recibió el premio Harambee Africa por su labor a favor de la promoción e igualdad de la mujer africana.